# Amaury de Mérode
Książę Amaury Werner Ghislain François de Mérode, hrabia Świętego Cesarstwa Rzymskiego (ur. 3 października 1902 w Everbergu, zm. 17 maja 1980 w Leuven) – belgijski arystokrata, prezydent FIA w latach 1971-1975.

## Życiorys
Pochodził z belgijskiej rodziny szlacheckiej Merodów, syn Jeana (1864-1933) i Marie Louise z de Bauffremont Courtenay (1874-1955). Był prawnukiem członka Kongresu Narodowego – Wernera de Mérode’a oraz krewnym członka Rządu Tymczasowego i Kongresu Narodowego – Félixa de Mérode’a oraz Frederica de Merode’a, który zginął podczas rewolucji belgijskiej.
Dnia 14 lipca 1926 roku zawarł związek małżeński z księżną Marie-Claire de Croÿ (1907-2000). Z małżeństwa narodziło się troje dzieci:
- Jean de Mérode (ur. 1927), mąż Hélène des Roys d'Echandelys  (ur. 1932) oraz od 2009 roku Jacqueline Codet (ur. 1932)
- Marie-Salvatrix de Mérode (ur. 1928), żona kongresmena Gerarda le Hardy'ego de Beaulieu (1921-1998)
- Elisabeth de Mérode (1934-2015), żona burmistrza Melle Henriego de Pottera d'Indoye (1903-1994)

W 1930 roku został żołnierzem i oficerem 1 Pułku Guides. W maju 1940 roku został odesłany jako jeniec wojenny.
W latach 1950–1951 był marszałkiem Belgijskiego Trybunału. Pracował również w biurze koronowanego w 1951 roku króla Baldwina I Koburga oraz w Société Générale.

## Działalność zawodowa
Amaury de Mérode był prezesem Związku Szlachty Belgijskiej oraz przewodniczącym Stowarzyszenia Orderu Leopolda.
Od 1952 roku był dyrektorem, a od 1955 roku prezesem Automobilklubu Belgii. Cztery lata później został członkiem Komitetu Wykonawczego i wiceprezesem FIA, a w 1966 roku został jej przewodniczącym komisji finansowej. W 1971 roku został FIA, którym był do 1975 roku. Był także wiceprezesem World Touring and Automobile Organisation.
De Mérode podobnie jak jego przodkowie odegrał ważną rolę dla Everbergu, gdzie mieszkał w rodzinnym zamku. Zmarł 17 maja 1980 roku w Leuven w wieku 77 lat.

## Nagrody i odznaczenia
- Order Złotego Runa (1972)
- Order Malty